# Vomir
Vomir (französisch Kotzen) ist ein im Jahr 2005 gegründetes Harsh-Noise-Wall-Projekt.

## Stil
Während Noise-Projekte häufig mit Dissonanzen wechselnden Lautstärken und verschiedenen Effekten und allgemeiner Dynamik agieren basiert die Musik von Vomir auf einer maximalen Reduzierung hin zur Konstruktion eines statischen weißen Rauschens aus Interferenzen, Borduns und weiteren akustischen Signalen zu einer einheitlichen Wand eines monotonen Klangs.

## Konzept
Romain Perrot initiierte Vomir 2005 unter der Prämisse eines als „Proclamation of the Bruitist Wall“ bezeichneten Manifest, in dem er die Beschallung mit Lärm als Verweigerung sich Sozialisation und Unterhaltung hinzugeben deutet, womit radikaler Lärm als Instrument einer Verweigerungshaltung und bewussten Außenseiterdaseins gebräuchlich wird. Während er jedwede künstlerische, kultureller oder subkulturelle Bewegung gegen der Verfall der Zivilisation und der Bedeutungslosigkeit des Individuums als vergeblich beschreibt soll das monolithische Lärmkonzept der bruitistischen Mauer dem Verlust des Bewusstseins dienen.

„To lose any hope is freedom.

In the insulation of the Bruitist Wall, cellular nothing, to become its shade - impassive murderer of oneself - and thus to become shade of the man, unknowable, impersonal.

In the Bruitist Wall, to worsen its being, to be held unaware of and ignorant of all ; withdrawal requires the development of a pure indetermination which is forged in the lapse of memory of the emotional and intellectual constraining elements.

The Bruitist Wall, darkness of a spiritual martyrdom, is the union between the being and nothing, a lullaby without end.“

„Jede Hoffnung zu verlieren ist Freiheit.

In der Isolierung der bruitistischen Mauer, dem zellulären Nichts, zu ihrem Schatten zu werden - teilnahmsloser Mörder seiner selbst - und so zum Schatten des Menschen zu werden, unerkennbar, unpersönlich.

In der bruitistischen Mauer sein Wesen zu verschlimmern, unbewußt und unwissend von allem gehalten zu werden; der Rückzug erfordert die Entwicklung einer reinen Unbestimmtheit, die im Wegfall der Erinnerung an die emotionalen und intellektuellen Zwangselemente geschmiedet wird.

Die bruitistische Mauer, die Dunkelheit eines geistigen Martyriums, ist die Verbindung zwischen dem Sein und dem Nichts, ein Wiegenlied ohne Ende.“

Der monotone Lärm und das „Eintauchen in völliges Rauschen“ fungiert als „eine extreme Opposition gegen die Massenkultur und eine Option des Rückzugs in Isolation“. Um die Idee einer virtuellen Isolation von der Gesellschaft durch die Beschallung mit weißen Rauschen umzusetzen nutzt Vomir hohe Lautstärke und monotone Klangtexturen ohne Dynamik. Für die Dauer seiner Auftritte schaltet er sein musikalisches Equipment ein und lässt die Maschinen einen konstanten Klang erzeugen während er Bewegungslos mit dem Rücken zum Publikum und einer schwarzen Plastiktüte über dem Kopf auf der Bühne stehen bleibt.

## Geschichte

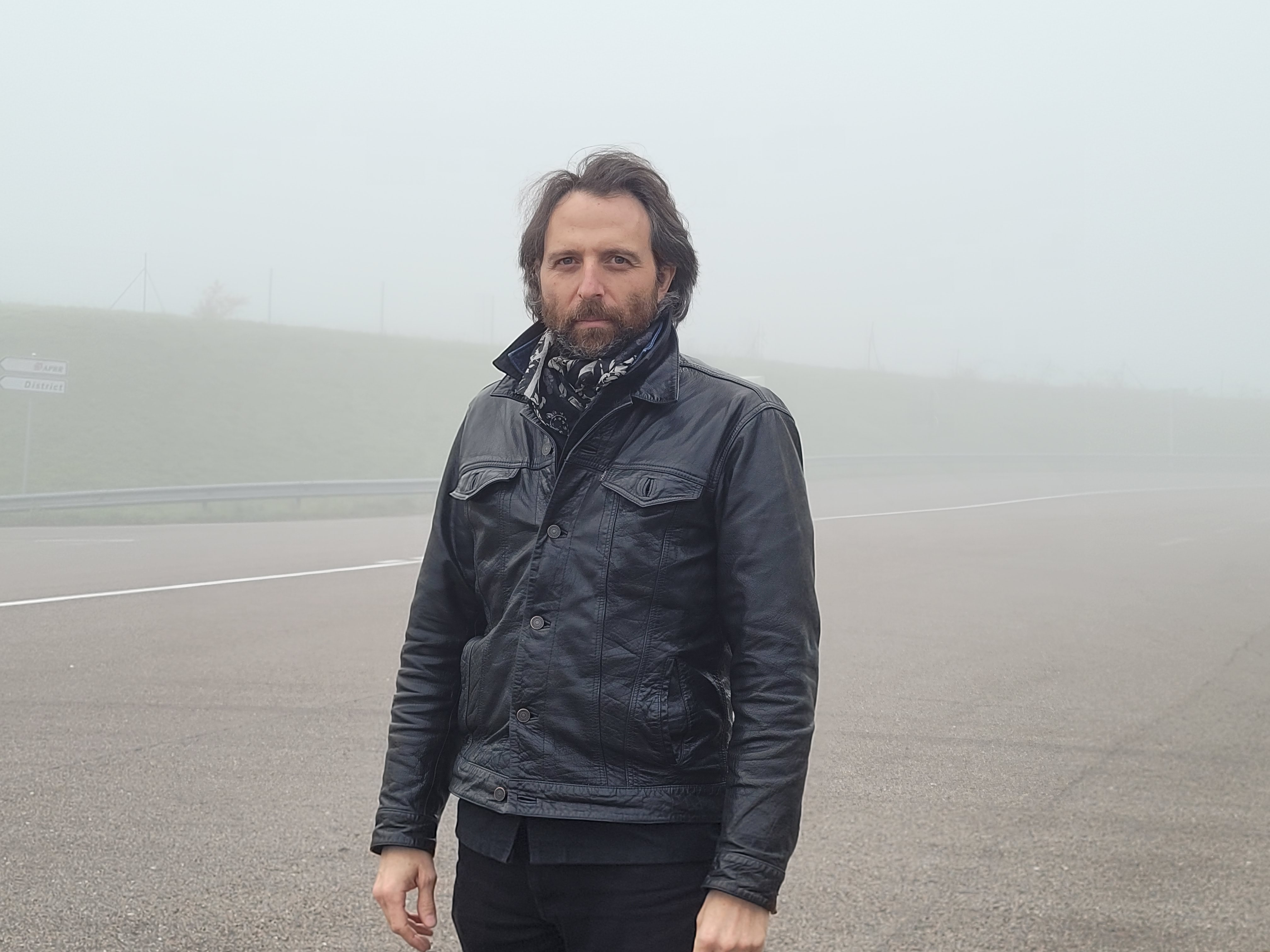
Romain Perrot im Jahr 2020

Das Projekt gilt als aktiv seit dem Jahr 2005. Erste ähnliche Ideen präsentierte Perrot seit dem Jahr 1996, wodurch es oft zu widersprüchlichen Angaben hinsichtlich der Gründung von Vomir kommt.
Mit Vomir veröffentlichte er seit 2005 eine Fülle an Alben, Split-Veröffentlichungen, Kollaborationen und Kompilationen. Dabei erschienen viele seiner Veröffentlichungen über seine eigene Label Maisonbruit und Decimation Sociale, jedoch ebenso über international agierende Unternehmen des Post-Industrial- und Noise-Spektrums wie At War with False Noise, Urashima, RRRecords, Signora Ward Records, Deathbed Tapes und Narcolepsia. Mit seinen Veröffentlichungen und Auftritten wird Vomir neben The Rita und Richard Ramirez zu den zentralen Akteuren des Genres gerechnet.
Auftritte absolvierte Vomir unter anderem in Paris, London, New York, Tokyo, Sao Paulo, Houston, Venedig, Brüssel, Lausanne und Warschau. Über das Konzept und die Musik von Vomir sprach Perrot unter anderem am University College Cork, der University of Southampton, der Universität Paris VIII und dem École Louis-Lumière.

## Diskografie (Auswahl)
Studioalben
- 2005: Living Dead Noise (Maisonbruit)
- 2009: Proanomie (At War With False Noise)
- 2009: Hommage Au Duc De Reschwig (Monolithische Aktion)
- 2009: Maniac (Maniac Tapes)
- 2010: Untitled (H Series HNW)
- 2010: Honour To Bleak Existence (Order of the HNW)
- 2010: L'Homme Saturé (At War With False Noise)
- 2010: Renonce (Crucial Blaze)
- 2010: Refus Inexorable (Absence Tapes)
- 2011: Application À Aphistemi (Maisonbruit)
- 2011: Recycled (RRRecords)
- 2011: Consolament Bruitiste Part 1 (Quagga Curious Sounds)
- 2011: Attache À Ton Esprit Un Éternel Bourreau (Urashima)
- 2012: Petites Amoureuses Ensevelies (Victimology Rec.)
- 2012: Wall Upholstery (Category III Recordings)
- 2012: Golden Tape (Stockroom Records)
- 2012: Die Restreinte (Tellurian Tapes)
- 2012: Musique De L'Indifférence (Peripheral Records)
- 2013: Enragement Contraint (Muzikaal Kabaal)
- 2013: Harsh Noise Wall (AudioArts)
- 2013: Les Escaliers De La Cava (Narcolepsia, Skum Rex, Decimation Sociale)
- 2014: Devoir De Refus De L Espace Public (Occult Supremacy)
- 2014: Quest, No Conquest (Geräuschmanufaktur)
- 2014: Winter (Bored Bear Recordings)
- 2014: Behind The Harsh Noise Wall (8EMINIS)
- 2014: L'Entendement De L'Homme Sous L'Impensable (Hölderlin) (Death Carnival Records)
- 2014: Recouvre La Merde (En Trois Mouvements) (4iB Records)
- 2015: Black Bag (Signora Ward Records)
- 2015: Les Orbites Dans Les Décombre (The Level Of Vulnerability)
- 2015: Here Goes Nothing (Decimation Sociale)
- 2015: Murderous Passion Is Nylon Seclusion (Signora Ward Records)
- 2016: Vomir (Teen Dreams Tapes)
- 2016: Transmission Pour Clarimonde (Hallucination Tapes)
- 2017: Black Bag Chapter II (Signora Ward Records)
- 2017: Seeding Of A Ghost (Modern Decadence)
- 2017: Cloîtrez Et Tuez Vous Tous (Narcolepsia, 4iB Records, Decimation Sociale)
- 2018: Lit De Mort (Needle and Knife)
- 2018: Vomir (ЩЫЛ)
- 2018: Facedown (Uninvited Records)
- 2019: Coma (Deathbed Tapes)
- 2019: Enfoncé Dans Le Contenu Solitaire (L. White Records)
- 2019: Foster Your Prison (The Level of Vulnerability)
- 2019: Repudiation (Perpetual Abjection)
- 2020: Vomir (SGFF Records)
- 2020: Austere Depth (Lurker Bias, Lurker Bias Neon Wall)
- 2020: Quarantine A-OK (Deathbed Tapes)
- 2020: Social Distancing (Decimation Sociale)
- 2020: Tape For PMM (Post-Materialization Music)
- 2020: Anti-Action Miniature (Geräuschmanufaktur, Skull Head Toys)
- 2020: Blowderization (Abhorrent A.D.)
- 2021: Annihile la Proximité Délétère (Perpetual Abjection)
- 2022: O Clube De Gelo (Colectivo Casa Amarela)
- 2022: Welcome To Exit (Fantasy 1)

Box-Sets
- 2007: Claustration (At War With False Noise)
- 2007: Deliverance – The Living Dead Noise Box (Maisonbruit)
- 2009: No Content (Phage Tapes)
- 2010: Pas De Vie Éternelle, Mais Seulement Un Emmerdement Permmanent (Masonry Records)
- 2011: Maisonbruitarchive (2005–2007) (Victimology Rec.)
- 2012: Le Mur Bruitiste Est Non Programmable, Il A Une Fonction Heuristique: Il Révèle; Il Ne Représente Pas: Il Présente (Anarchofreaksproduction)
- 2015: La Raison Des Ombres Inquiètes (Ensemble Vide Records)
- 2017: Contemplation Du Vide Vol2 (8EMINIS)
- 2017: Chantage Au Gaz (The Level of Vulnerability)
- 2019: Vomir Urashima Box (Urashima)